# 윌리엄 헨리 해리슨 대통령 취임식
윌리엄 헨리 해리슨의 취임식은 제9대 미국 대통령으로서 1841년 3월 4일 목요일 워싱턴 D.C.의 미국 국회의사당 동쪽 주랑 현관에서 거행되었다. 이는 14번째 미국 대통령 취임식이었으며, 윌리엄 헨리 해리슨의 대통령으로서의 유일한 4년 임기와 존 타일러의 부통령으로서의 임기가 시작되었음을 의미했다. 대통령 취임 선서는 연방 대법원장 로저 토니에 의해 해리슨에게 집행되었다. 해리슨은 취임 31일 만에 사망했는데, 이는 재임 중 사망한 최초의 미국 대통령이자 미국 역사상 가장 짧은 대통령 임기이다. 이후 타일러가 대통령직을 계승하며, 1967년 수정 헌법 제25조를 통해 공식적으로 규정되기 전까지 7번 더 이어질 선례를 만들었다.

## 상세 내용
해리슨의 취임식은 여러 가지 새로운 점이 있었다. 그는 대통령 당선인 중 최초로 기차를 타고 워싱턴 D.C.에 도착했으며, 처음으로 시민들로 구성된 공식 취임 위원회가 결성되어 당일 퍼레이드와 취임 무도회를 계획했다.
취임 당시 68년 23일세였던 그는 1981년 로널드 레이건 이전까지 취임한 대통령 당선인 중 최고령이었다.
해리슨의 아내 애나는 남편이 취임식을 위해 오하이오주를 떠날 때 너무 아파 여행할 수 없었으며, 워싱턴에 동행하지 않기로 결정했다. 해리슨은 그의 아들 이름을 딴 아들의 미망인이자 며느리인 제인 어윈 해리슨에게 5월에 애나가 도착하기 전까지 자신과 동행하고 여주인 역할을 해달라고 부탁했다.
퇴임하는 마틴 밴 뷰런 대통령은 해리슨의 취임식에 참석하지 않았는데, 이는 당시까지 그렇게 한 세 번째 대통령이었다(존 애덤스와 존 퀸시 애덤스가 다른 대통령이었다). 밴 뷰런과 해리슨은 개인적으로 좋은 관계였지만, 밴 뷰런은 선거 운동 기간 동안 휘그당의 공격에 여전히 불만을 가지고 있었다. 그의 아들 마틴 주니어 역시 병이 있었는데, 이것이 그가 식에 불참하게 된 이유일 수도 있다. 대신 그는 식이 시작되기 직전까지 국회의사당에 머물며 법안에 서명했다.
취임식 당일은 구름이 끼고 차가운 바람이 불었으며 정오 기온은 약 48 °F (9 °C)로 추정되었지만 당선인은 식에 오버코트, 모자, 장갑을 착용하지 않기로 했다. 해리슨은 8,445단어로 지금까지 가장 긴 취임 연설을 했다. 그는 연설 전체를 직접 작성했지만 곧 미국의 국무장관이 될 대니얼 웹스터가 편집했다. 웹스터는 나중에 텍스트를 줄이는 과정에서 "로마 총독 열일곱 명을 죽였다"고 말했다. 그날 저녁 해리슨은 세 차례의 취임 무도회에 참석했는데, 그 중에는 카루시 살롱에서 열린 "티피카누" 무도회가 있었고, 1인당 10달러의 가격으로 1000명의 손님을 끌어모았다.
3월 26일, 해리슨은 감기에 걸렸다. 당시의 지배적인 의학적 오해에 따르면, 그의 병은 취임식 날의 나쁜 날씨 때문에 직접적으로 발생했다고 여겨졌지만, 해리슨의 병은 행사 후 3주 이상 지나서야 발생했다. 의사들이 그를 치료하려 노력했지만, 해리슨은 4월 4일 감기에서 발전한 폐렴으로 사망했다. 재임 중 사망한 최초의 대통령인 그의 대통령 임기는 미국 역사상 가장 짧았고, 여전히 그러하다.

## 같이 보기
- 1840년 미국 대통령 선거